# Přírodní park Smetanka
Přírodní park Smetanka je přírodní park, který vznikl v roce 2010 v Praze na částech katastrálních území Hloubětín, Kyje, Hrdlořezy a Vysočany. Protáhlé území celého přírodního parku na jižní straně ohraničuje Kyjský rybník (není součástí parku) a Rokytka. Ulice Průmyslová ho rozděluje na dvě poloviny.
Nejznámějšími součástmi západní poloviny přírodního parku jsou vrch Smetanka a niva s meandry Rokytky pod jeho severním svahem, Hořejší rybník a okolí bývalého Kejřova mlýna. Severní hranici této části tvoří železniční trať z Prahy do Kolína a sousedící průmyslový areál ve Vysočanech.
Východní polovinu parku tvoří především vrch s lesem Lehovec nad bývalou osadou Aloisov. Na severní straně tuto polovinu ohraničuje bytová zástavba v Hloubětíně.

## Hořejší rybník
Jeho první zmínky jsou už z roku 1544. Jeho břehy jsou strmé, částečné zpevněné dlažbou. Okolí rybníka je plné vzrostlých stromů a křovin. Kolem rybníků se vyskytuje více než 150 druhů motýlů a 14 druhů ptáků, mezi nimiž najdeme třeba kachnu divokou, či potápku malou. Rybník plný také různých ryb, jako je třeba candát obecný, štika obecná a další.

## Vrch Smetanka
Dominantou tohoto parku je lesnatý hřeben Smetanka (242 m n. m.) Spolu s druhým kopcem Táborem (258 m n. m.) tvoří dvojvrší, kde se vyskytuje mnoho přírodních organizmů, které patří k biotopu.

## Rokytka
Chráněným územím protéká říčka Rokytka. Její koryto bylo od začátku 20. století regulováno a svedeno do rovných betonových koryt. Od roku 2012 proběhlo na území přírodního parku několik etap revitalizace toku. Např. na nivní louce pod vrchem Smetanka bylo vybudováno meandrující koryto, které má co nejlépe napodobovat původní přirozený průběh toku. V roce 2015 zde byl obnoven sad hrušní.

## Turismus
Přírodním parkem vede turistická značená trasa  1105 z Kobylis do Starých Malešic.

## Galerie

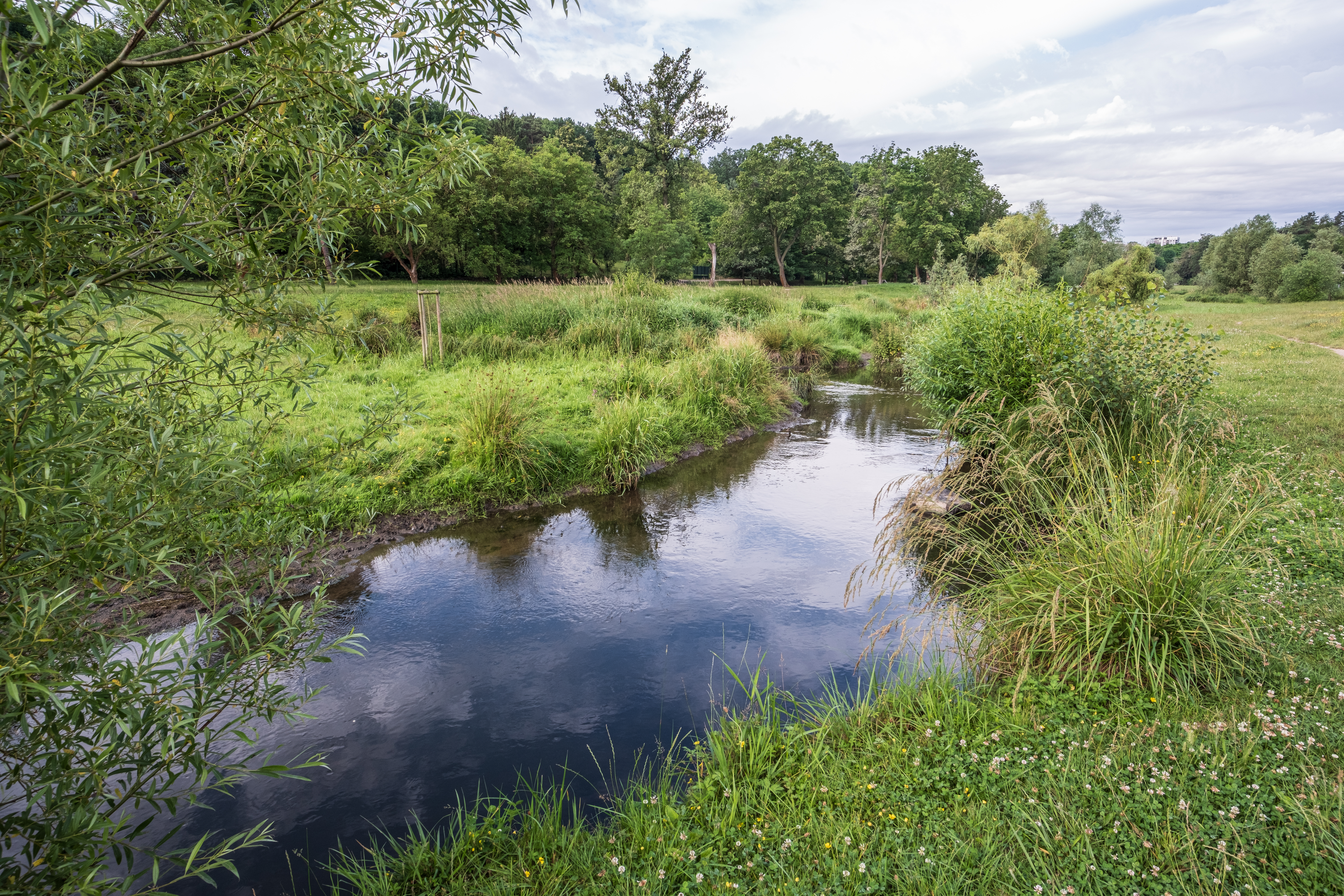
Meandry Rokytky nad Hořejším rybníkem v podobě po revitalizaci koryta v letech 2014–2015
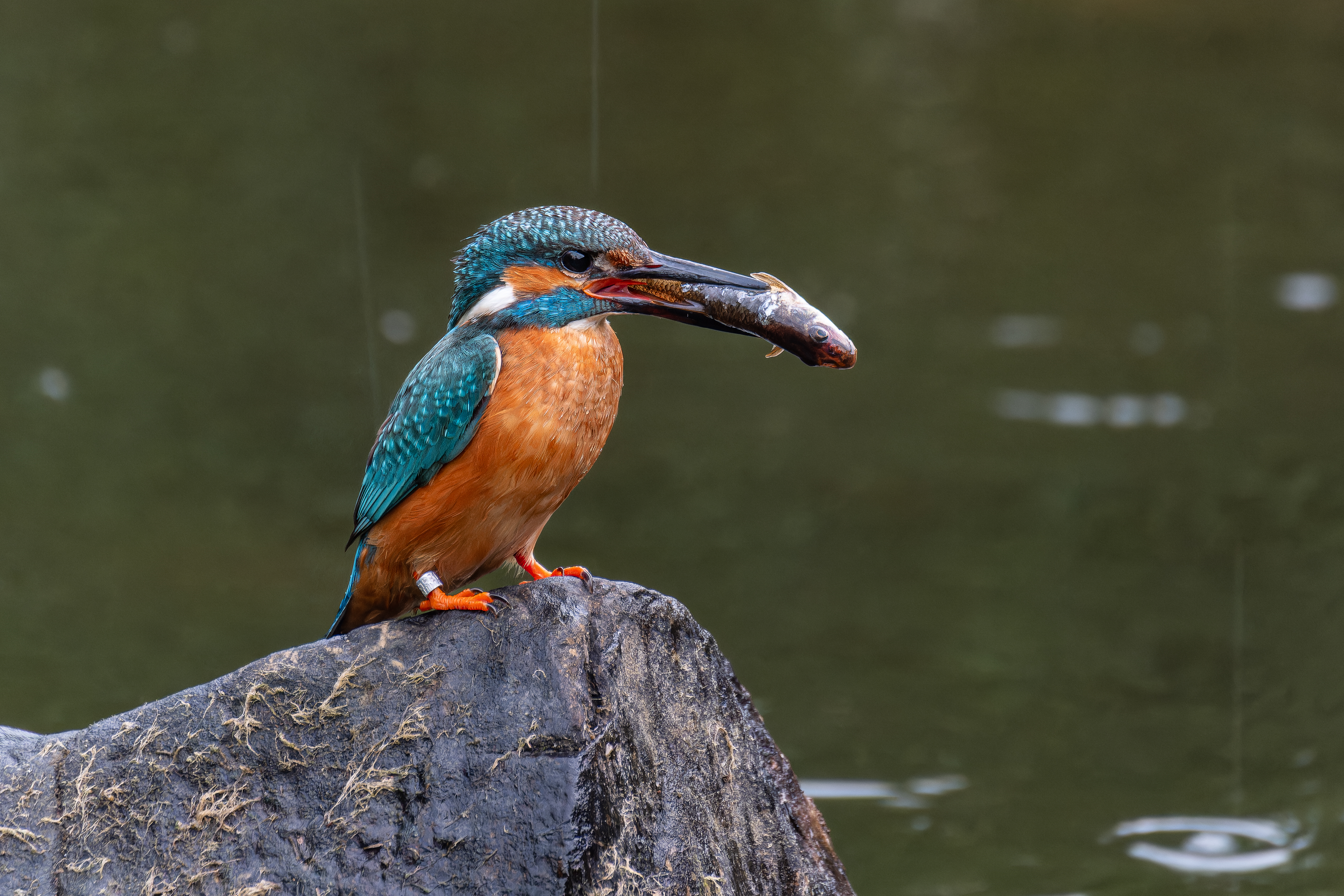
Ledňáček říční, výrazný zástupce avifauny povodí Rokytky
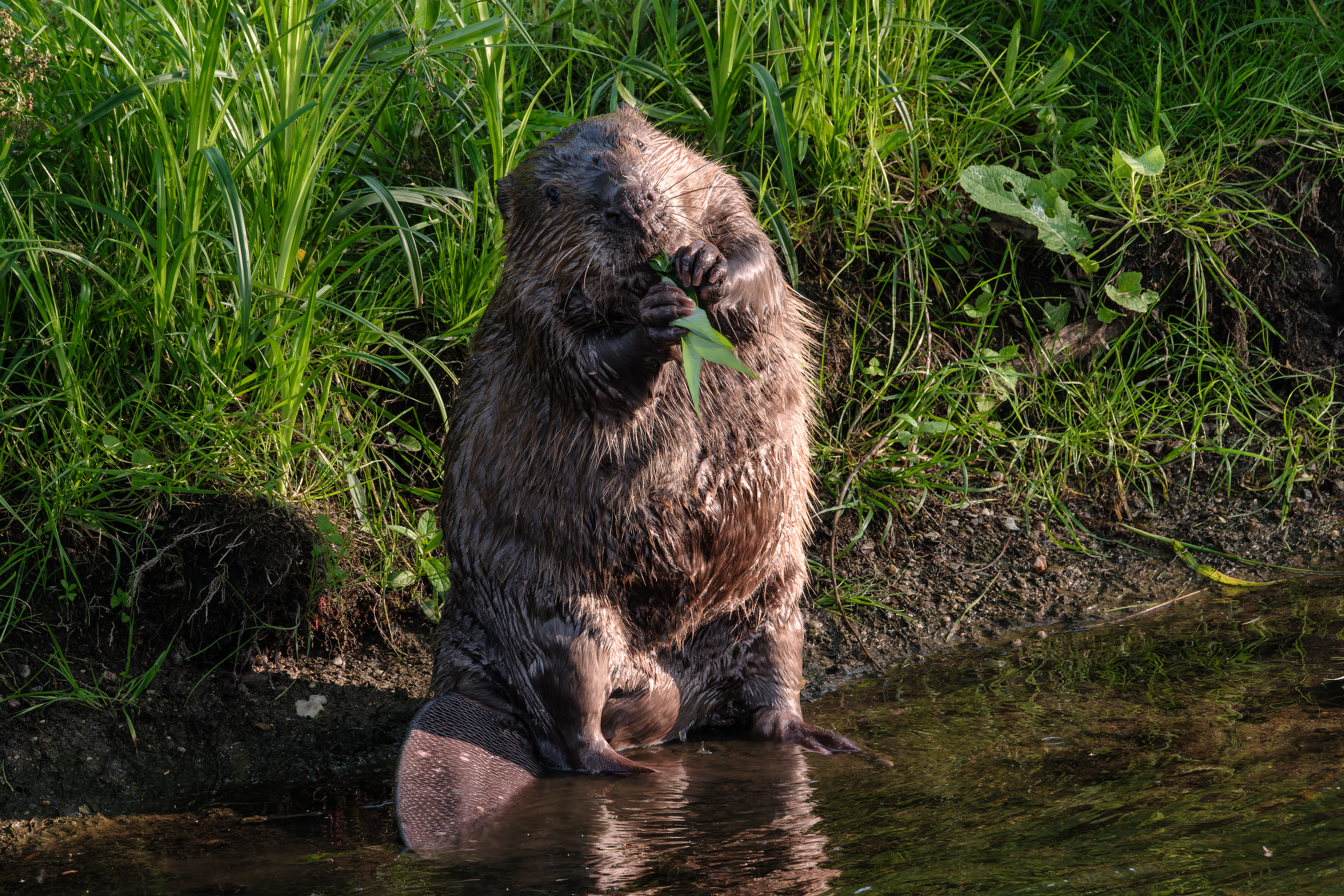
Bobr evropský, postupně osidlující povodí Rokytky od Vltavy